# NGC 6142
NGC 6142 est une très vaste galaxie spirale relativement éloignée et située dans la constellation de la Couronne boréale. Sa vitesse par rapport au fond diffus cosmologique est de 10 180 ± 4 km/s, ce qui correspond à une distance de Hubble de 150,2 ± 10,5 Mpc (∼490 millions d'al). NGC 6142 a été découverte par l'astronome germano-britannique William Herschel en 1791.
La classe de luminosité de NGC 6142 est II.

## Supernova
La supernova SN 2006R a été découverte dans NGC 6142 le 26 janvier 2006 par les astronomes amateurs américains Tim Puckett et Alex Langoussis. Cette supernova était de type Ia.